# 아키쓰시마 (방호순양함)
아키츠시마(秋津島)는 일본 제국 해군의 방호순양함이다. 설계부터 건조까지 모두 최초로 일본 내에서 제작된 순양함이다.

## 개요
아키츠시마는 원래는 마쓰시마형 방호순양함 4번함으로 계획되었다가, 중간에 건조를 중단하고 재설계한 전혀 다른 함으로서, 일본 해군에서 설계하고, 일본에서 건조된 최초의 함이다. 타입 쉽으로 미국 해군의 방호순양함 ‘볼티모어’를 모방했다.
아키츠시마의 무장은 일본이 영국 기업에 의존하고 있었기 때문에 ‘암스트롱 1892년형 15.2cm 40구경 속사포’를 채택했다. 이 포는 영국 전노급전함 ‘로얄사브린급’나 이탈리아의 전노급전함 ‘레움베르토급’의 부포에도 채용하고 있었던 우수한 포였다. 성능은 45.3kg의 포탄을 최대 앙각 15도에서 9,140m까지 사거리까지 발사할 수 있었다. 이 포를 방순이 달린 단장포가에서 뱃전에 쌍으로 배치하고, 편현에 2개씩 총 4개를 배치했다. 부앙 능력은 앙각 15도, 부각 3도이다. 회전 각도는 뱃전 방향을 0 °로 좌우 150도 선회 각도를 가진 포신의 부앙, 포탑의 선회 포탄의 양탄, 장전은 주로 인력을 필요로 했다. 발사 속도는 분당 5 ~ 7발로 빨랐다.
그밖에 대어뢰정 요격용으로 ‘암스트롱 1894년형 12cm 40구경 단장속사포’를 방순이 달린 단장포가에서 함수, 갑판에 1개씩과 현측 중심부에 편현에 2개씩 총 6개를 배치했다. 근접전투용으로는 이 시대의 군함에 널리 채택된 프랑스의 오치키스 사의 ‘오치키스 4.7cm 40구경 기계포’를 단장포가에서 8개를 장착했다. 대함 공격용으로 35.6cm 어뢰발사관을 총 4기를 갖추고 있었다.

## 함 경력
- 1890년 요코스카 해군 공창에서 기공했고, 1894년 3월 31일에 준공되어 제1종에 편입되었다.
- 1894년 청일 전쟁에서 풍도 해전, 황해 해전, 다롄, 뤼순, 웨이하이웨이, 펑후 섬 공략 작전 등에 참가.
- 1898년 3월 21일, 삼등 순양함으로 분류되었다. 같은 해 5월 9일 스페인-미국 전쟁으로 일본인 보호를 위해 마닐라에 파견되었다.
- 1900년 6월부터 10월까지 의화단의 난으로 즈푸(芝罘) 경계를 담당했다.
- 1904년 러일 전쟁 때에는 여순 공략전, 황해 해전, 쓰시마 해전, 사할린 작전 등에 참가.
- 1912년 8월 28일, 이등 해방함으로 등급이 변경되었다. 제1차 세계 대전에서 칭다오 공략전]]에 참전을 했고, 필리핀, 싱가포르 방면의 경계 활동을 담당했다.
- 1921년 4월 30일 특무정에 편입된 잠수함 모정으로 분류되어, 요코스카에서 사용되었다.
- 1927년 1월 10일에 퇴역하고, 같은 해 7월 29일에 매각되어 요코스카에서 해체되었다.